# 1197
Cette page concerne l'année 1197  du calendrier julien. Pour l'année 1197 av. J.-C., voir 1197 av. J.-C. Pour le nombre 1197, voir 1197 (nombre).
L'année 1197 est une année commune qui commence un mercredi.

## Événements
- L’empereur Henri VI se prépare à partir en croisade. Les princes de Chypre et d’Arménie reconnaissent sa suzeraineté en échange de couronnes royales. Henri réclame la participation de Byzance, puis le versement d’un tribut annuel élevé pour lequel l’empereur Alexis III Ange doit lever un impôt extraordinaire (alamanikon) et dépouiller les tombes impériales. Henri, qui a marié son frère Philippe de Souabe à Irène, fille d’Isaac Ange, se pose en vengeur de l’empereur détrôné. Il faut les versements byzantins et l’opposition du pape pour détourner la croisade de Constantinople vers la terre sainte[1].
- Août-Septembre :  Al-Adel récupère Jaffa[2].
- 10 septembre : Henri II de Champagne meurt en tombant accidentellement d’une fenêtre de son palais d’Acre[3]. Amaury II de Lusignan devient roi de Jérusalem (fin en 1205). Il épouse la reine Isabelle, veuve de Conrad de Montferrat[4] (couronnement en janvier 1198).
- 22 septembre : arrivée des premiers contingents allemands qui précèdent l’empereur à Acre, conduits par le duc de Brabant[5].

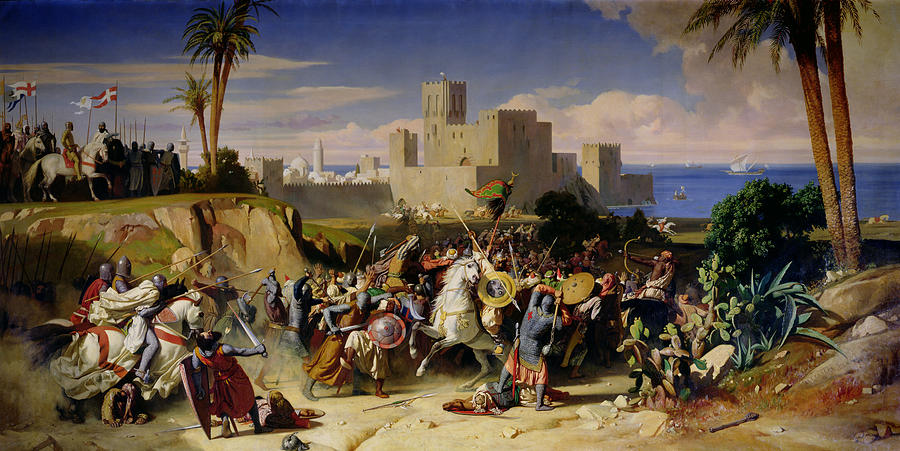
23 octobre : prise de Beyrouth par les croisés allemands. Il s’apprêtent à marcher sur Jérusalem mais s’attardent au siège de Toron. L’annonce de la mort d’Henri IV à Messine (28 septembre) disperse l’expédition (mars 1198).

- 23 octobre : les croisés allemands s’emparent de Sidon et de Beyrouth et rétablissent ainsi les communications terrestres entre Acre et Tripoli[6].
- 26 novembre : les croisés allemands assiègent vainement Toron (fin le 2 février 1198)[7]. Ils menacent Lattaquié et Jabala. Al-Adel fait appel au sultan d’Égypte al-Aziz qui envoie des renforts à Toron et à celui d’Alep al-Zahir qui fait détruire les deux ports.

- Qutub ad-Dîn Aïbak attaque le Gujerat, s’empare de la capitale des Solankî, puis se retire peu après[8].
- En Inde, le monastère de Nâlandâ, centre d’études bouddhique est détruit par les musulmans conduits par le général ghuride Muhammad ibn Bakhtiyar Khaldji[9]. L’université bouddhique est désertée et son héritage artistique et culturel est reçu par la haute vallée népalaise (Katmandou).

### Europe
- 23 février : le roi d’Aragon, Pierre II, accorde une charte de libertés à la ville de Perpignan, lui assurant le droit de s’auto-administrer par l’intermédiaire de consuls élus parmi les trois grandes classes sociales de la ville[10].
- Printemps :
  - Sanche Ier de Portugal, avec l’aide d’une flotte de croisés allemands et hollandais, reprend Silves, qui est détruite, et une partie de l’Algarve aux Almohades[11].
  - le comte Baudouin de Flandre envahit l’Artois et met le siège devant Arras, ce qui provoque l’intervention du roi de France[12].
- Été : Philippe Auguste avance jusqu’à Ypres, dévastant les terres du comte de Flandre, mais doit reculer[13].
- 22 juin : Vladislav Jindřich devient duc de Bohême.
- 4 août : les Sarrasins prennent Toulon. Ils massacrent la population ou l’amènent en captivité[14].

- 28 septembre : Henri VI, empereur romain germanique, meurt à Messine alors qu’il s’apprête à partir en croisade ; son ministre Markward d’Anweiler est chargé d’exécuter son testament, qui prévoit de donner la couronne de Sicile et l’empire à son fils Frédéric Roger (Frédéric II), âgé de quatre ans, après consentement du pape. La mère du jeune roi Constance de Hauteville exerce la tutelle, qui passe à sa mort le 27 novembre 1198 au pape Innocent III, jusqu’à sa majorité (1215)[15]. Interrègne en Allemagne à la mort d’Henri VI. Guerre civile jusqu’en 1214. Le pape Innocent III profite de la minorité de Frédéric II et de son alliance avec Philippe Auguste pour intervenir dans les affaires allemandes afin d’établir une théocratie et étendre les États pontificaux.
- 26 octobre[16] : Richard Cœur de Lion construit Château-Gaillard aux Andelys.
- 11 novembre[17] : création de la Ligue toscane près de San Miniato à la mort d’Henri IV. Florence prend la tête de la révolte contre le pouvoir impérial.
- 6 décembre[18] : accord entre Vladislav Jindřich et son frère aîné Ottokar Přemysl. Ottokar obtient la Bohême et Vladislav la Moravie.
- 17 décembre[19] (ou en octobre[20]) : mariage à Valladolid de Bérangère, fille d’Alphonse VIII le Noble avec son cousin Alphonse IX de León.
- Le roi de Bulgarie Petăr IV est assassiné. Début du règne d’Ivan Asen, dit Kalojan (le beau Jean), tsar de Bulgarie (fin en 1207)[21]. Le royaume Bulgare s’agrandit de Belgrade à Varna, sur la mer Noire.
- Roman, prince de Volhynie, décide divorcer de Predslava, la fille de Rurik II de Kiev et de la faire enfermer dans un couvent[22]. Il épouse Anne de Byzance[23].